# Lardy
Lardy ist eine Gemeinde im Département Essonne in der Region Île-de-France in Frankreich. Sie hat 5572 Einwohner (Stand: 1. Januar 2022). Lardy gehört zum Arrondissement Étampes und zum Kanton Arpajon. Die Einwohner werden Larziacois genannt.

## Geographie
Lardy liegt am Ufer des Flusses Juine etwa 38 Kilometer südwestlich vom Zentrum von Paris. Umgeben wird es von den Nachbargemeinden Avrainville und Cheptainville im Norden, Saint-Vrain im Osten und Nordosten, Bouray-sur-Juine im Südosten, Janville-sur-Juine im Süden und Südwesten, Chamarande im Westen und Torfou im Nordwesten.

## Geschichte
Der Orts- und der Einwohnername stammt von der alten Bezeichnung Larziacum aus dem 12. Jahrhundert. Die Gemeinde in ihrer heutigen Form existiert seit 1793.
| Bevölkerungsentwicklung | Bevölkerungsentwicklung | Bevölkerungsentwicklung | Bevölkerungsentwicklung | Bevölkerungsentwicklung | Bevölkerungsentwicklung | Bevölkerungsentwicklung | Bevölkerungsentwicklung | Bevölkerungsentwicklung |
| ----------------------- | ----------------------- | ----------------------- | ----------------------- | ----------------------- | ----------------------- | ----------------------- | ----------------------- | ----------------------- |
| Jahr                    | 1962                    | 1968                    | 1975                    | 1982                    | 1990                    | 1999                    | 2006                    | 2014                    |
| Einwohner               | 1835                    | 2275                    | 2852                    | 2922                    | 3658                    | 4375                    | 5694                    | 5524                    |

## Gemeindepartnerschaften
Mit der kanadischen Gemeinde Les Laurentides in der Provinz Québec besteht seit 1990 eine Partnerschaft.
Seit 2018 ist die Gemeinde zudem mit der deutschen Gemeinde Stemwede befreundet.

## Sehenswürdigkeiten
Siehe auch: Liste der Monuments historiques in Lardy
- Kirche Saint-Pierre mit Glockenturm, Monument historique seit 1967
- Kapelle Notre-Dame-d’Esperance
- historischer Kalkofen aus dem 18. Jahrhundert, seit 1996 Monument historique
- Bassin im Park Boussard aus dem Jahre 1927, seit 1997 Monument historique
- Pont de l’Hetre (Brücke über den Juine) aus dem 18. Jahrhundert, Monument historique seit 1926
- Pont Cornuel (Brücke über den Juine), seit 1986 Monument historique
- Mühle von Scelles aus dem 15. und 16. Jahrhundert, Monument historique seit 1926

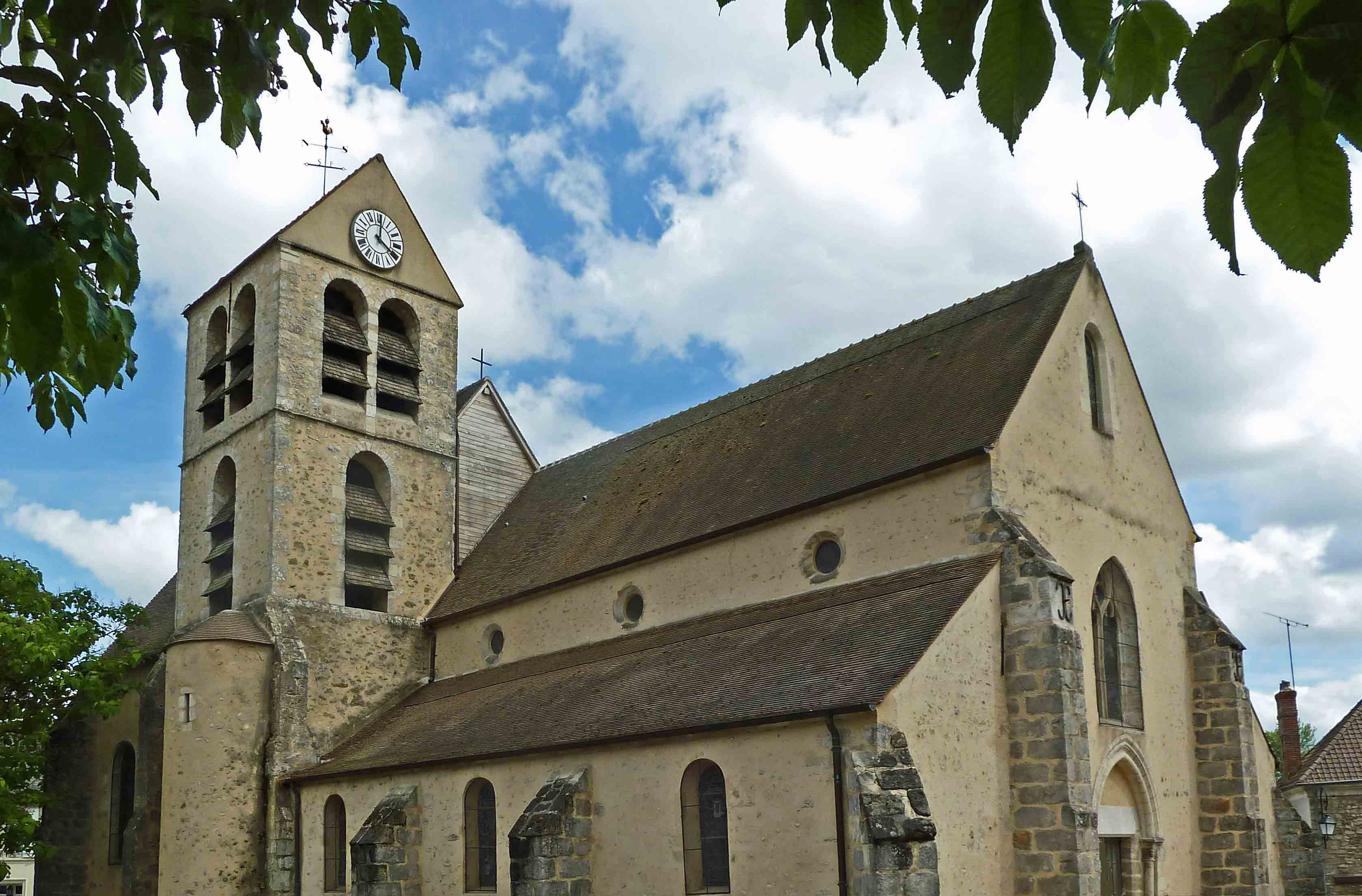
Kirche Saint-Pierre

## Wirtschaft
Renault unterhält im Gemeindegebiet zwei Testgelände.

## Trivia
Die frühere Königin von Serbien, Natalia Cheșco (1859–1941), ist auf dem hiesigen Friedhof begraben.